# 渐近分析
渐近分析（asymptotic analysis、asymptotics），在数学分析中是一种描述函数在极限附近的行为的方法。有多个科学领域应用此方法。例子如下：
- 在计算机科学中，算法分析考虑给定算法在输入非常大的数据集时候的性能。
- 当實體系統的规模变得非常大的时候，分析它的行为。

最简单的例子如下：考虑一个函数{\displaystyle f(n)}，我们需要了解当{\displaystyle n}变得非常大的时候{\displaystyle f(n)}的性质。
令{\displaystyle f(n)=n^{2}+3n}，在{\displaystyle n}特别大的时候，第二项{\displaystyle 3n}比起第一项{\displaystyle n^{2}}要小很多。
于是对于这个函数，有如下断言：「{\displaystyle f(n)}在{\displaystyle n\rightarrow \infty }的情况下与{\displaystyle n^{2}}渐近等价」，记作{\displaystyle f(n)\sim n^{2}}。

## 渐近等价
定义：给定关于自然数{\displaystyle n}的复函数{\displaystyle f}和{\displaystyle g}，
命题{\displaystyle f(n)\sim g(n){\mbox{  }}(n\rightarrow \infty )}表明（使用小o符号）
{\displaystyle f(n)=g(n)+o(g(n)){\mbox{  }}(n\rightarrow \infty )}
或（等价记法）
{\displaystyle f(n)=(1+o(1))g(n){\mbox{  }}(n\rightarrow \infty )}。
这说明，对所有正常数{\displaystyle \epsilon }，存在常量{\displaystyle N}，使得对于所有的{\displaystyle n\geqslant N}有
{\displaystyle |f(n)-g(n)|\leqslant \epsilon |g(n)|}。
当{\displaystyle g(n)}不是0或者趋于无穷大时，该命题可等价记作
{\displaystyle \lim _{n{\rightarrow }\infty }{\frac {f(n)}{g(n)}}=1}。
渐近等价是一个关于{\displaystyle n}的函数的集合上的等价关系。非正式地，函数{\displaystyle f}的等价类包含所有在极限情况下近似等于{\displaystyle f}的函数{\displaystyle g}。

## 渐近展开
函数{\displaystyle f(x)}的渐近展开是它的一种级数展开。这种展开的部分和未必收敛，但每一个部分和都表示{\displaystyle f(x)}的一个渐近表示式。例子：斯特灵公式。

## 外部連結
- J. P. Boyd, "The Devil's Invention: asymptotic, superasymptotic and hyperasymptotic series", Acta Applicandae Mathematicae, 56: 1-98 (1999). Preprint （页面存档备份，存于）.